# Jay Lorsch
Jay William Lorsch, né le 8 octobre 1932 à Saint Joseph (Missouri) et mort le 5 août 2025, est un théoricien des organisations américain et professeur à la Harvard Business School. Il est connu pour avoir contribué au développement des théories de la contingence des structures organisationnelles.

## Biographie
Né à Saint Joseph dans le Missouri, Lorsch grandit à Kansas City, où il est diplômé en 1950 à la Pembroke Country-Day School (en). Il obtient en 1954 son doctorat en administration des affaires à la Harvard Business School, où il commence sa carrière universitaire en 1965.
Avec Paul R. Lawrence, Lorsch a été récompensé pour le livre Organization and Environment, élu meilleur livre de management de l'année en 1969.
Il meurt le 5 août 2025 à 92 ans.